# Philipp von Mauthner

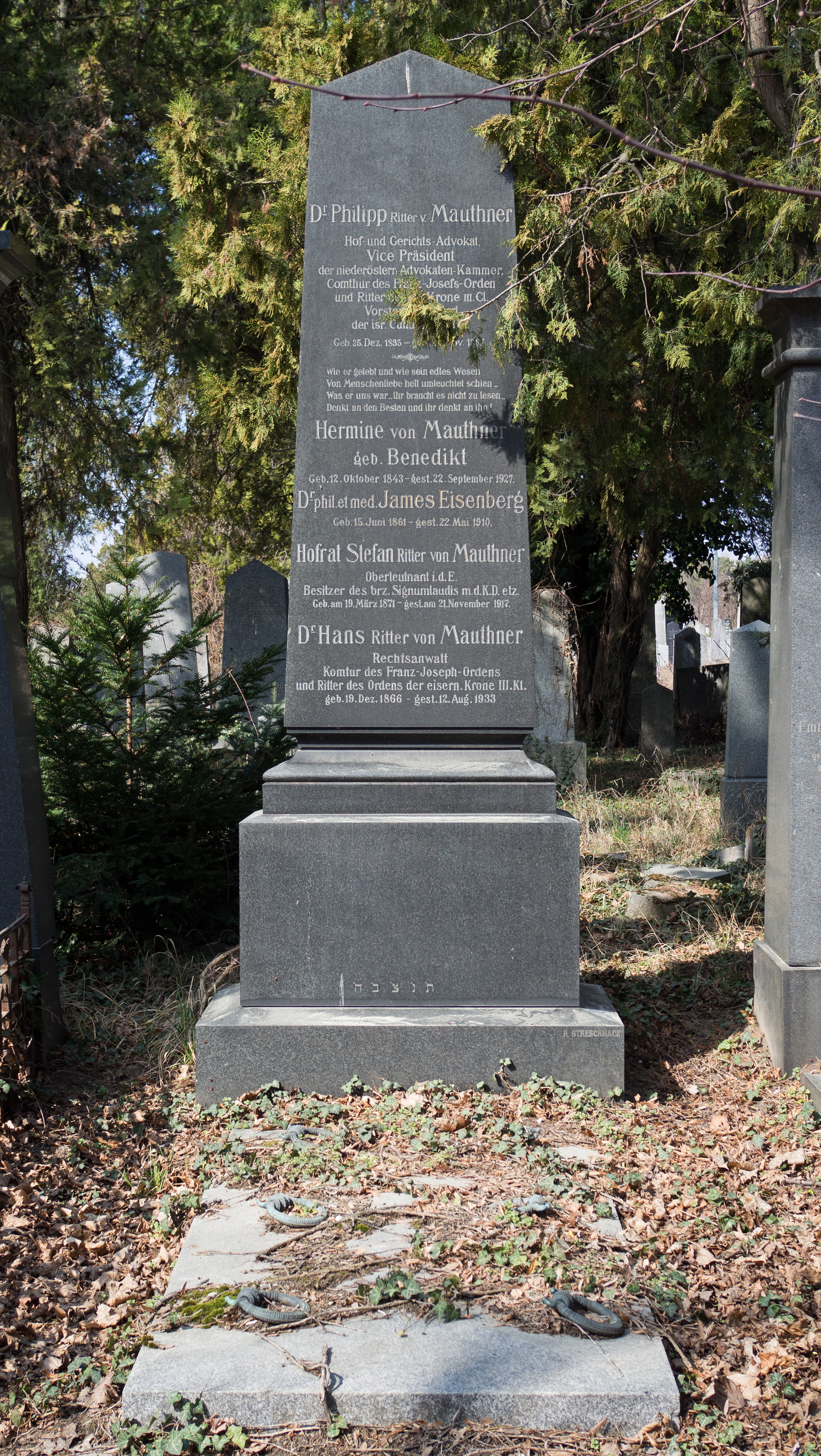
Grab von Philipp von Mauthner und weiteren Familienmitgliedern auf dem Wiener Zentralfriedhof

Philipp Mauthner, seit 1887 Ritter von Mauthner (geboren 25. Dezember 1835 in Prag; gestorben 28. November 1887 in Wien) war ein österreichischer Rechtsanwalt.
Er war der Sohn von Israel Mauthner (1800–1857), einem wohlhabenden jüdischen Kaufmann in Prag (ab 1848 in Wien), und Bruder von Josef Mauthner, Max von Mauthner und Ludwig Mauthner.
Mauthner studierte in Wien Jura mit der Promotion 1859 und der Rechtsanwaltsprüfung 1863. Er wurde 1868 als Rechtsanwalt (Advokat) zugelassen  und war von 1878 bis 1887 im Ausschuss der niederösterreichischen Advokatenkammer und danach stellvertretender Präsident. 
Mauthner trat vehement gegen eine Begrenzung der Anzahl der zugelassenen Advokaten in Österreich ein. Er galt als glänzender Verteidiger vor Gericht, war aber später zunehmend Anwalt im Bankwesen (er war lange im Verwaltungsrat der Unionbank) und Eisenbahnwesen (Mitwirkung an der Verstaatlichung der Kaiserin Elisabeth-Westbahn, Neuverhandlung des Privilegs der Nordbahn, Verhandlungen mit der ungarischen Regierung um die Nordostbahn). 
1887 wurde Mauthner, der auch im Vorstand der Israelitischen Kultusgemeinde Wien amtierte, als "Ritter von Mauthner" geadelt. Nach seinem Ableben wurde er im alten israelitischen Teil des Wiener Zentralfriedhofes bestattet. Er hinterließ vier Kinder. Hans von Mauthner (1866–1933), sein ältester Sohn, stand als Rechtsanwalt dem Wiener Zweig der Familie Rothschild über viele Jahre beratend zur Seite und war auch Vizepräsident der Creditanstalt; er ruht ebenfalls in der Mauthner’schen Familiengruft.